# 6e étape du Tour d'Italie 2017
Pour un article plus général, voir Tour d'Italie 2017.
La 6e étape du Tour d'Italie 2017 se déroule le jeudi 11 mai 2017, entre Reggio de Calabre et Terme Luigiane sur une distance de 217 km.

## Résultats

### Classement de l'étape
| \| Classement de l'étape \| Classement de l'étape \| Classement de l'étape \| Classement de l'étape \| Classement de l'étape \| \| Coureur \| Coureur \| Pays \| Équipe \| Temps \| \| --------------------- \| --------------------- \| --------------------- \| --------------------- \| --------------------- \| \| 1er \| Silvan Dillier \| Suisse \| BMC Racing Team \| 4 h 58 min 01 s \| \| 2e \| Jasper Stuyven \| Belgique \| Trek-Segafredo \| + 0 s \| \| 3e \| Lukas Pöstlberger \| Autriche \| Bora-Hansgrohe \| + 12 s \| \| 4e \| Simone Andreetta \| Italie \| Bardiani CSF \| + 26 s \| \| 5e \| Michael Woods \| Canada \| Cannondale-Drapac \| + 39 s \| \| 6e \| Adam Yates \| Royaume-Uni \| Orica-Scott \| + 39 s \| \| 7e \| Wilco Kelderman \| Pays-Bas \| Team Sunweb \| + 39 s \| \| 8e \| Bob Jungels \| Luxembourg \| Quick-Step Floors \| + 39 s \| \| 9e \| Bauke Mollema \| Pays-Bas \| Trek-Segafredo \| + 39 s \| \| 10e \| Geraint Thomas \| Royaume-Uni \| Team Sky \| + 39 s \| |                   |             |                   |                 |
| |                   |             |                   |                 |
| Source : ProCyclingStats |                   |             |                   |                 |
| Classement de l'étape |                   |             |                   |                 |
| Coureur | Coureur           | Pays        | Équipe            | Temps           |
| 1er | Silvan Dillier    | Suisse      | BMC Racing Team   | 4 h 58 min 01 s |
| 2e | Jasper Stuyven    | Belgique    | Trek-Segafredo    | + 0 s           |
| 3e | Lukas Pöstlberger | Autriche    | Bora-Hansgrohe    | + 12 s          |
| 4e | Simone Andreetta  | Italie      | Bardiani CSF      | + 26 s          |
| 5e | Michael Woods     | Canada      | Cannondale-Drapac | + 39 s          |
| 6e | Adam Yates        | Royaume-Uni | Orica-Scott       | + 39 s          |
| 7e | Wilco Kelderman   | Pays-Bas    | Team Sunweb       | + 39 s          |
| 8e | Bob Jungels       | Luxembourg  | Quick-Step Floors | + 39 s          |
| 9e | Bauke Mollema     | Pays-Bas    | Trek-Segafredo    | + 39 s          |
| 10e | Geraint Thomas    | Royaume-Uni | Team Sky          | + 39 s          |

### Points attribués
|   | Cycliste            | Nat       | Équipe            | Pts | Bonif |
| - | ------------------- | --------- | ----------------- | --- | ----- |
| 1 | Jasper Stuyven      | Belgique  | Trek-Segafredo    | 20  | 3 s   |
| 2 | Lukas Pöstlberger   | Autriche  | Bora-Hansgrohe    | 12  | 2 s   |
| 3 | Simone Andreetta    | Italie    | Bardiani CSF      | 8   | 1 s   |
| 4 | Silvan Dillier      | Suisse    | BMC Racing        | 6   |       |
| 5 | Mads Pedersen       | Danemark  | Trek-Segafredo    | 4   |       |
| 6 | André Greipel       | Allemagne | Lotto-Soudal      | 3   |       |
| 7 | Fernando Gaviria    | Colombie  | Quick-Step Floors | 2   |       |
| 8 | Maximiliano Richeze | Argentine | Quick-Step Floors | 1   |       |

|   | Cycliste          | Nat       | Équipe         | Pts | Bonif |
| - | ----------------- | --------- | -------------- | --- | ----- |
| 1 | Jasper Stuyven    | Belgique  | Trek-Segafredo | 20  | 3 s   |
| 2 | Silvan Dillier    | Suisse    | BMC Racing     | 12  | 2 s   |
| 3 | Simone Andreetta  | Italie    | Bardiani CSF   | 8   | 1 s   |
| 4 | Mads Pedersen     | Danemark  | Trek-Segafredo | 6   |       |
| 5 | Lukas Pöstlberger | Autriche  | Bora-Hansgrohe | 4   |       |
| 6 | André Greipel     | Allemagne | Lotto-Soudal   | 3   |       |
| 7 | Jasper De Buyst   | Belgique  | Lotto-Soudal   | 2   |       |
| 8 | Francisco Ventoso | Espagne   | BMC Racing     | 1   |       |

| - Sprint final de Terme Luigiane (km 217) \| \| Cycliste \| Nat \| Équipe \| Points \| Bonif \| \| -- \| ----------------- \| ----------- \| ----------------- \| ------ \| ----- \| \| 1 \| Silvan Dillier \| Suisse \| BMC Racing \| 50 \| 10 s \| \| 2 \| Jasper Stuyven \| Belgique \| Trek-Segafredo \| 35 \| 6 s \| \| 3 \| Lukas Pöstlberger \| Autriche \| Bora-Hansgrohe \| 25 \| 4 s \| \| 4 \| Simone Andreetta \| Italie \| Bardiani CSF \| 18 \| \| \| 5 \| Michael Woods \| Canada \| Cannondale-Drapac \| 14 \| \| \| 6 \| Adam Yates \| Royaume-Uni \| Orica-Scott \| 12 \| \| \| 7 \| Wilco Kelderman \| Pays-Bas \| Sunweb \| 10 \| \| \| 8 \| Bob Jungels \| Luxembourg \| Quick-Step Floors \| 8 \| \| \| 9 \| Bauke Mollema \| Pays-Bas \| Trek-Segafredo \| 7 \| \| \| 10 \| Geraint Thomas \| Royaume-Uni \| Sky \| 6 \| \| \| 11 \| Nairo Quintana \| Colombie \| Movistar \| 5 \| \| \| 12 \| Vincenzo Nibali \| Italie \| Bahrain-Merida \| 4 \| \| \| 13 \| Tom Dumoulin \| Pays-Bas \| Sunweb \| 3 \| \| \| 14 \| Steven Kruijswijk \| Pays-Bas \| Lotto NL-Jumbo \| 2 \| \| \| 15 \| Andrey Amador \| Costa Rica \| Movistar \| 1 \| \| |                   |             |                   |        |       |
| | Cycliste          | Nat         | Équipe            | Points | Bonif |
| 1 | Silvan Dillier    | Suisse      | BMC Racing        | 50     | 10 s  |
| 2 | Jasper Stuyven    | Belgique    | Trek-Segafredo    | 35     | 6 s   |
| 3 | Lukas Pöstlberger | Autriche    | Bora-Hansgrohe    | 25     | 4 s   |
| 4 | Simone Andreetta  | Italie      | Bardiani CSF      | 18     |       |
| 5 | Michael Woods     | Canada      | Cannondale-Drapac | 14     |       |
| 6 | Adam Yates        | Royaume-Uni | Orica-Scott       | 12     |       |
| 7 | Wilco Kelderman   | Pays-Bas    | Sunweb            | 10     |       |
| 8 | Bob Jungels       | Luxembourg  | Quick-Step Floors | 8      |       |
| 9 | Bauke Mollema     | Pays-Bas    | Trek-Segafredo    | 7      |       |
| 10 | Geraint Thomas    | Royaume-Uni | Sky               | 6      |       |
| 11 | Nairo Quintana    | Colombie    | Movistar          | 5      |       |
| 12 | Vincenzo Nibali   | Italie      | Bahrain-Merida    | 4      |       |
| 13 | Tom Dumoulin      | Pays-Bas    | Sunweb            | 3      |       |
| 14 | Steven Kruijswijk | Pays-Bas    | Lotto NL-Jumbo    | 2      |       |
| 15 | Andrey Amador     | Costa Rica  | Movistar          | 1      |       |

### Cols et côtes
|   | Cycliste          | Pays     | Équipe         | Points |
| - | ----------------- | -------- | -------------- | ------ |
| 1 | Simone Andreetta  | Italie   | Bardiani CSF   | 7      |
| 2 | Silvan Dillier    | Suisse   | BMC Racing     | 4      |
| 3 | Jasper Stuyven    | Belgique | Trek-Segafredo | 2      |
| 4 | Lukas Pöstlberger | Autriche | Bora-Hansgrohe | 1      |

|   | Cycliste          | Pays     | Équipe         | Points |
| - | ----------------- | -------- | -------------- | ------ |
| 1 | Lukas Pöstlberger | Autriche | Bora-Hansgrohe | 3      |
| 2 | Silvan Dillier    | Suisse   | BMC Racing     | 2      |
| 3 | Simone Andreetta  | Italie   | Bardiani CSF   | 1      |

## Classements à l'issue de l'étape

### Classement général
| \| Classement général \| Classement général \| Classement général \| Classement général \| Classement général \| \| Coureur \| Coureur \| Pays \| Équipe \| Temps \| \| ------------------ \| ------------------ \| ------------------ \| ------------------ \| ------------------ \| \| 1er \| Bob Jungels \| Luxembourg \| Quick-Step Floors \| 28 h 20 min 47 s \| \| 2e \| Geraint Thomas \| Royaume-Uni \| Team Sky \| + 6 s \| \| 3e \| Adam Yates \| Royaume-Uni \| Orica-Scott \| + 10 s \| \| 4e \| Vincenzo Nibali \| Italie \| Bahrain-Merida \| + 10 s \| \| 5e \| Domenico Pozzovivo \| Italie \| AG2R La Mondiale \| + 10 s \| \| 6e \| Nairo Quintana \| Colombie \| Movistar Team \| + 10 s \| \| 7e \| Tom Dumoulin \| Pays-Bas \| Team Sunweb \| + 10 s \| \| 8e \| Bauke Mollema \| Pays-Bas \| Trek-Segafredo \| + 10 s \| \| 9e \| Tejay van Garderen \| États-Unis \| BMC Racing Team \| + 10 s \| \| 10e \| Andrey Amador \| Costa Rica \| Movistar Team \| + 10 s \| |                    |             |                   |                  |
| |                    |             |                   |                  |
| Source : ProCyclingStats |                    |             |                   |                  |
| Classement général |                    |             |                   |                  |
| Coureur | Coureur            | Pays        | Équipe            | Temps            |
| 1er | Bob Jungels        | Luxembourg  | Quick-Step Floors | 28 h 20 min 47 s |
| 2e | Geraint Thomas     | Royaume-Uni | Team Sky          | + 6 s            |
| 3e | Adam Yates         | Royaume-Uni | Orica-Scott       | + 10 s           |
| 4e | Vincenzo Nibali    | Italie      | Bahrain-Merida    | + 10 s           |
| 5e | Domenico Pozzovivo | Italie      | AG2R La Mondiale  | + 10 s           |
| 6e | Nairo Quintana     | Colombie    | Movistar Team     | + 10 s           |
| 7e | Tom Dumoulin       | Pays-Bas    | Team Sunweb       | + 10 s           |
| 8e | Bauke Mollema      | Pays-Bas    | Trek-Segafredo    | + 10 s           |
| 9e | Tejay van Garderen | États-Unis  | BMC Racing Team   | + 10 s           |
| 10e | Andrey Amador      | Costa Rica  | Movistar Team     | + 10 s           |

### Classement du meilleur jeune
| Classement du meilleur jeune | Classement du meilleur jeune | Classement du meilleur jeune | Classement du meilleur jeune | Classement du meilleur jeune |
|                              | Coureur                      | Pays                         | Équipe                       | Temps                        |
| ---------------------------- | ---------------------------- | ---------------------------- | ---------------------------- | ---------------------------- |
| 1er                          | Bob Jungels                  | Luxembourg                   | Quick-Step Floors            | en 28 h 20 min 47 s          |
| 2e                           | Adam Yates                   | Royaume-Uni                  | Orica-Scott                  | + 10 s                       |
| 3e                           | Davide Formolo               | Italie                       | Cannondale-Drapac            | + 10 s                       |
| 4e                           | Jan Polanc                   | Slovénie                     | UAE Emirates                 | + 1 min 9 s                  |
| 5e                           | Simone Petilli               | Italie                       | UAE Emirates                 | + 1 min 25 s                 |
| modifier                     |                              |                              |                              |                              |

### Classement aux points
| Classement par points | Classement par points | Classement par points | Classement par points         | Classement par points |
| Coureur               | Coureur               | Pays                  | Équipe                        | Points                |
| --------------------- | --------------------- | --------------------- | ----------------------------- | --------------------- |
| 1er                   | Fernando Gaviria      | Colombie              | Quick-Step Floors             | 140 pts               |
| 2e                    | Jasper Stuyven        | Belgique              | Trek-Segafredo                | 137 pts               |
| 3e                    | André Greipel         | Allemagne             | Lotto-Soudal                  | 105 pts               |
| 4e                    | Lukas Pöstlberger     | Autriche              | Bora-Hansgrohe                | 92 pts                |
| 5e                    | Kristian Sbaragli     | Italie                | Dimension Data                | 76 pts                |
| 6e                    | Daniel Teklehaimanot  | Érythrée              | Dimension Data                | 74 pts                |
| 7e                    | Silvan Dillier        | Suisse                | BMC Racing Team               | 68 pts                |
| 8e                    | Eugert Zhupa          | Albanie               | Wilier Triestina-Selle Italia | 60 pts                |
| 9e                    | Simone Andreetta      | Italie                | Bardiani CSF                  | 52 pts                |
| 10e                   | Caleb Ewan            | Australie             | Orica-Scott                   | 50 pts                |

### Classement du meilleur grimpeur
| Classement du meilleur grimpeur | Classement du meilleur grimpeur | Classement du meilleur grimpeur | Classement du meilleur grimpeur | Classement du meilleur grimpeur |
| ------------------------------- | ------------------------------- | ------------------------------- | ------------------------------- | ------------------------------- |
|                                 | Coureur                         | Pays                            | Équipe                          | Point(s)                        |
| 1er                             | Jan Polanc                      | Slovénie                        | UAE Emirates                    | 43 points                       |
| 2e                              | Daniel Teklehaimanot            | Érythrée                        | Dimension Data                  | 23 pts                          |
| 3e                              | Ilnur Zakarin                   | Russie                          | Katusha-Alpecin                 | 18 pts                          |
| 4e                              | Jacques Janse van Rensburg      | Afrique du Sud                  | Dimension Data                  | 15 pts                          |
| 5e                              | Simone Andreetta                | Italie                          | Bardiani CSF                    | 15 pts                          |
| modifier                        |                                 |                                 |                                 |                                 |

### Classements par équipes

#### Classement au temps
| Classement par équipes | Classement par équipes | Classement par équipes | Classement par équipes |
| Équipe                 | Équipe                 | Pays                   | Temps                  |
| ---------------------- | ---------------------- | ---------------------- | ---------------------- |
| 1re                    | Cannondale-Drapac      | États-Unis             | 85 h 03 min 15 s       |
| 2e                     | UAE Team Emirates      | Émirats arabes unis    | + 5 s                  |
| 3e                     | Movistar Team          | Espagne                | + 32 s                 |
| 4e                     | Astana                 | Kazakhstan             | + 2 min 59 s           |
| 5e                     | Bahrain-Merida         | Bahreïn                | + 4 min 30 s           |
| 6e                     | AG2R La Mondiale       | France                 | + 5 min 33 s           |
| 7e                     | Team Sunweb            | Allemagne              | + 7 min 33 s           |
| 8e                     | Sky                    | Royaume-Uni            | + 8 min 16 s           |
| 9e                     | FDJ                    | France                 | + 8 min 52 s           |
| 10e                    | Trek-Segafredo         | États-Unis             | + 9 min 16 s           |

#### Classement aux points
| Classement par équipes aux points | Classement par équipes aux points | Classement par équipes aux points | Classement par équipes aux points |
| Équipe                            | Équipe                            | Pays                              | Points                            |
| --------------------------------- | --------------------------------- | --------------------------------- | --------------------------------- |
| 1re                               | Quick-Step Floors                 | Belgique                          | 176 pts                           |
| 2e                                | Trek-Segafredo                    | États-Unis                        | 163 pts                           |
| 3e                                | Bora-Hansgrohe                    | Allemagne                         | 158 pts                           |
| 4e                                | UAE Team Emirates                 | Émirats arabes unis               | 135 pts                           |
| 5e                                | Dimension Data                    | Afrique du Sud                    | 133 pts                           |
| 6e                                | Lotto-Soudal                      | Belgique                          | 99 pts                            |
| 7e                                | Orica-Scott                       | Australie                         | 73 pts                            |
| 8e                                | Wilier Triestina-Selle Italia     | Italie                            | 67 pts                            |
| 9e                                | BMC Racing Team                   | États-Unis                        | 58 pts                            |
| 10e                               | Team Sunweb                       | Allemagne                         | 50 pts                            |